# Shi-Jona Martina
Shi-Jona Martina (Tilburg, 14 november 2004) is een voetbalspeelster uit Nederland. Ze speelt als aanvaller voor Excelsior.

## Clubcarrière
Martina begon op tienjarige leeftijd met voetballen bij RKVV DIA. Sinds het seizoen 2019/20 maakte ze deel uit van de jeugdopleiding van PSV
Op 5 december 2021 maakte Martina haar debuut voor PSV in de Vrouwen Eredivisie in een met 1-0 gewonnen thuiswedstrijd tegen Feyenoord. Martina mocht in de 88ste minuut invallen voor Leticia Moreno.
Op 25 april 2022 tekende Martina haar eerste contract bij PSV, waarmee ze definitief de overstap maakte naar het eerste elftal van de Eindhovenaren.
Martina verliet PSV in de zomer van 2024 en stapte over naar competitiegenoot Excelsior. In een thuiswedstrijd tegen FC Twente maakte Martina haar eerste doelpunt in de Vrouwen Eredivisie. In juni 2025 tekende ze een nieuwe verbintenis waardoor ze ook in het seizoen 2025/26 voor de Kralingers uitkomt.

## Statistieken
| Seizoen | Club      | Land      | Competitie | Wedstrijden | Doelpunten |
| ------- | --------- | --------- | ---------- | ----------- | ---------- |
| 2021/22 | PSV       | Nederland | Eredivisie | 4           | 0          |
| 2022/23 | PSV       | Nederland | Eredivisie | 2           | 0          |
| 2024/25 | Excelsior | Nederland | Eredivisie | 21          | 1          |
| Totaal  | Totaal    | Totaal    | Totaal     | 27          | 1          |

Laatste update: 17 juni 2025

## Interlandcarrière
Martina is als jeugdinternational al voor verscheidene jeugdteams van Nederland uitgekomen. Voor Nederland onder 19 kwam ze tot 15 wedstrijden. Sinds 2022 komt ze uit voor Nederland onder 20.

## Privé
Shi-Jona Martina is de tweelingzus van Shi-Jon Martina die onderdeel uitmaakt van de FC Twente / Heracles Academie.